# Дедюхин, Леонид Степанович

Могила на Северном кладбище Екатеринбурга

Леонид Степанович Дедюхин (15 мая 1937, Позариха, Челябинская область — 20 января 2004, Екатеринбург) — Герой Социалистического Труда (1985), фрезеровщик Свердловского машиностроительного завода имени М. И. Калинина Министерства авиационной промышленности СССР, Почётный гражданин Свердловска (1987).

## Биография
Родился 15 мая 1937 года в селе Позариха Каменского района Свердловской области. Окончил семилетнюю школу. В 1952 году поступил в ремесленное училище № 18 в Свердловске по специальности «фрезеровщик».
Трудовую деятельность начал в 1954 году фрезеровщиком в механосборочном цехе Свердловского машиностроительного завода имени М. И. Калинина. В 1955—1957 годах проходил срочную службу в Советской Армии. В 1957 году вернулся на завод. В 1973 году окончил Свердловский машиностроительный техникум.
Член КПСС с 1963 года, автором более 100 внедрённых рационализаторских предложений, народным депутатом СССР в 1989—1991 годах.
Скончался 20 января 2004 года, похоронен на Северном кладбище города Екатеринбург.

## Память
1 июля 2016 года на «Аллеи Памяти», созданной к 150-летию Машиностроительного завода имени М. И. Калинина, города Екатеринбурга установлен мемориальный комплекс с именем Леонидом Степановичем Дедюхиным.

## Награды
За свои достижения был награждён:
- 26.04.1971 — орден Ленина «за высокие производственные достижения по итогам восьмой пятилетки (1966—1970)»;
- 1971 — Государственная премия СССР;
- 18.03.1985 — звание Герой Социалистического Труда с золотой медалью Серп и Молот и орден Ленина;
- 1987 — звание «Почётный гражданин Свердловска»[3];
- 2001 — звание «Почётный калининец»[3].